# Hossein Shahabi
Hossein Shahabi (Tabriz, 28 de noviembre de 1967-Karaj, 22 de enero de 2023) fue un director de cine, guionista y productor de cine iraní.

## Biografía
Shahabi tuvo una maestría en Dirección de Cine y una Licenciatura en Música Clásica de la Universidad de Teherán. Después de graduarse de la Universidad de Teherán en estudios de música clásica, pasó algunos años enseñando música. En 1996 realizó su primer (cortometraje) (Hundred Times Hundred), con motivo del centenario del cine, y recibió un premio en el (único) festival, instituido para la misma ocasión. Desde entonces ha escrito, dirigido y producido 20 cortometrajes, 10 largometrajes de ficción (para estreno en video en el mercado iraní) y 5 largometrajes, para estreno en salas, algunos de ellos premiados en festivales de cine locales e internacionales.
The Bright Day (2013) ha sido su debut, que fue bien recibido por la crítica y fue nominado en cuatro categorías en el Festival Internacional de Cine de Fajr, Teherán (febrero de 2013) y ganó dos Diplomas de Honor. The Bright Day tuvo su estreno internacional en la competencia del festival de cine de Mar del Plata, (2013) y obtuvo una mención especial del jurado.También se proyectó en festivales como el 3.er Festival Internacional de Cine Persa de Sídney, Australia, el 28.º Festival de Cine de Boston, el 21.er Festival de Cine de Houston, el 18.º Festival de Cine de Washington D. C., el 29.º Festival de Cine de Los Ángeles, la UCAL y la Universidad Rice, en los Estados Unidos y ha ganado el premio a la mejor dirección y el premio a la mejor película, en el 24.º Festival de Cine de Irán, en el Gene Siskel Film Center de Chicago, y también ganó el premio Silver Pheasant y un premio en efectivo al Mejor Director Debutante del 19.º Festival Internacional de Cine de Kerala, India. The Sale es el segundo largometraje de Hossein Shahabi. Por primera vez en los 21 festivales internacionales Vesoul France está en la pantalla.
Shahabi murió de una infección pulmonar el 22 de enero de 2023, a la edad de 55 años.